# LTE

Az LTE elterjedtsége a világon

Az LTE (mozaikszó az angol Long Term Evolution kifejezésből, tükörfordításban „hosszútávú fejlődés”) egy negyedik generációs vezeték nélküli adatátviteli szabvány, melyet a 3GPP Release 8 szabvány ír le. A technológia kereskedelmi szolgáltatása Magyarországon 2012. január 1-jén indult. Célja a Magyarországon is elterjedt harmadik generációs HSDPA hálózat továbbfejlesztése a nagyfelbontású videótartalmak és egyéb, nagy sávszélességet igénylő szolgáltatások számára. Míg a korábbi technológia 28 Mbit/s elméleti maximumot támogat, az LTE másodpercenként 326 Mbit átvételére képes 4×4 antennával, 20 MHz széles frekvenciatartományon.

## A technológia bevezetése
Számos európai nagyvárosban történt tesztelés után elsőként 2009. december 14-én a svéd Telia-Sonera telefontársaság két skandináv fővárosban, Oslóban és Stockholmban megkezdte az LTE kereskedelmi szolgáltatását. Norvégia fővárosában az Ericsson épített ki hálózatot, míg Stockholmban a maghálózatot a svédek, a rendszer többi elemét pedig a Huawei cég szállította. Ausztriában 2010. október közepén vezette be az A1 Telekom Austria a Long Term Evolution technológiára épülő hálózatát, melyet az LTE alapos kipróbálása és tesztelése előzött meg. Japánban az NTT DoCoMo japán távközlési konszern 2010. december 24-től tette lehetővé a technológia használatát az előfizetők számára. Az LTE-szolgáltatás a felhasználók számára a műszaki adatok alapján a 37,5 Mbps-os maximális letöltési, illetve a 12,5 Mbps-os feltöltési sebességet tudja biztosítani. Kaliforniában 2011. október 20-án indult el az LTE szolgáltatás.

### Magyarországon
Magyarországon 2011. október 7-én kezdődött az LTE friendly user tesztje a T-Mobile-nál, majd ezt követően a kereskedelmi szolgáltatás 2012. január 1-jén indult. Eleinte csak meghatározott díjcsomagokban, majd 2013. március 27-től minden díjcsomagban elérhetővé vált a hálózat.
A HWSW informatikai szaklap értesülései szerint a Telenor 2010 áprilisa óta tesztelte az LTE szolgáltatását, igénybevételére 2012. július 9-e óta lehetett jelentkezni. A kezdeti lefedettsége 2013 szeptemberére 60 településről 102 településre bővült. A hálózatot az első ütemben kizárólag a modemes előfizetést tartalmazó Hipernet csomagokkal lehetett elérni, a mobiltelefonos kapcsolódást 2013. szeptember 3-án engedélyezte a cég.
A Vodafone hálózatában Budapest belső kerületeiben zajlott a kísérletezés a Nyugati pályaudvar, a WestEnd City Center és Újlipótváros térségében 6 bázisállomás segítségével. 2014 októberében indult az ügyfelek szélesebb körének elérhető 4G/LTE szolgáltatás, egyelőre 75 Mbps elméleti maximális sebességgel, mely elmarad a konkurens szolgáltatók nyújtotta 150 Mbps-től.